# Herrgårdsklint
Herrgårdsklint este o arie protejată (arie specială de conservare — SAC, sit de importanță comunitară — SCI) din Suedia întinsă pe o suprafață de 145,6 ha, integral pe uscat.

## Localizare
Centrul sitului Herrgårdsklint este situat la coordonatele 57°24′09″N 18°44′20″E / 57.4026°N 18.739°E.

## Înființare
Situl Herrgårdsklint a fost declarat sit de importanță comunitară în ianuarie 2002 pentru a proteja un număr necunoscut de specii din flora spontană și fauna sălbatică aflate în arealul zonei. Situl a fost protejat și ca arie specială de conservare în martie 2011.

## Biodiversitate
Situată în ecoregiunea boreală, aria protejată conține 8 habitate naturale: Alvar nordic și șisturi calcaroase precambriene, Mlaștini împădurite, Mlaștini alcaline, Pajiști uscate seminaturale și facies de acoperire cu tufișuri pe substraturi calcaroase (Festuco-Brometalia) (* situri importante pentru orhidee), Pante stâncoase calcaroase cu vegetație casmofită, Mlaștini calcaroase cu Cladium mariscus și specii de Caricion davallianae, Lespezi calcaroase, Taiga vestică.
La baza desemnării sitului se află un număr nedeclarat de specii protejate.